# Anton Walkes
Anton Charles Walkes (Londra, 8 febbraio 1997 – Miami, 19 gennaio 2023) è stato un calciatore inglese, di ruolo difensore.

## Biografia
È morto il 19 gennaio 2023 a Miami, dopo essere stato coinvolto in un incidente nautico.

## Caratteristiche tecniche
Era un terzino destro.

## Carriera
Cresciuto nel settore giovanile del Tottenham, ha esordito in prima squadra il 21 settembre 2016 disputando l'incontro di Carabao Cup vinto 5-0 contro il Gillingham. Il 26 gennaio 2017 è stato ceduto in prestito all'Atlanta United fino al termine della stagione; Le buone prestazioni hanno convinto il club statunitense a prolungare il prestito fino a dicembre.
Rientrato alla base, è stato girato in prestito al Portsmouth; divenuto titolare sulla corsia destra, al termine della stagione è stato acquistato a titolo definitivo firmando un contratto biennale. Il 9 gennaio 2020 è tornato all'Atlanta United, questa volta a titolo definitivo.
Il 15 dicembre 2021 viene scelto dallo Charlotte FC, nuovo club di MLS, con la formula del draft.

## Statistiche
Statistiche aggiornate al 16 dicembre 2021.

### Presenze e reti nei club
| Stagione              | Squadra               | Campionato            | Campionato | Campionato | Coppe nazionali | Coppe nazionali | Coppe nazionali | Coppe continentali | Coppe continentali | Coppe continentali | Altre coppe | Altre coppe | Altre coppe | Totale | Totale | Totale |
| Stagione              | Squadra               | Comp                  | Pres       | Reti       | Comp            | Pres            | Reti            | Comp               | Pres               | Reti               | Comp        | Pres        | Reti        | Pres   | Reti   |        |
| --------------------- | --------------------- | --------------------- | ---------- | ---------- | --------------- | --------------- | --------------- | ------------------ | ------------------ | ------------------ | ----------- | ----------- | ----------- | ------ | ------ | ------ |
| 2016-gen. 2017        | Tottenham             | PL                    | 0          | 0          | FACup+CdL       | 0+1             | 0               |                    | -                  | -                  |             | -           | -           | 1      | 0      |        |
| 2017                  | Atlanta United        | MLS                   | 20+1       | 2+0        | USCup           | 2               | 0               |                    | -                  | -                  |             | -           | -           | 23     | 2      |        |
| gen.-giu. 2018        | Portsmouth            | FL1                   | 12         | 1          | FACup+CdL       | 0               | 0               |                    | -                  | -                  | FLT         | 0           | 0           | 12     | 1      |        |
| 2018-2019             | Portsmouth            | FL1                   | 25         | 1          | FACup+CdL       | 3+1             | 0               |                    | -                  | -                  | FLT         | 6           | 0           | 35     | 1      |        |
| 2019-gen. 2020        | Portsmouth            | FL1                   | 11         | 0          | FACup+CdL       | 3+2             | 0               |                    | -                  | -                  | FLT         | 3           | 1           | 19     | 1      |        |
| Totale Portsmouth     | Totale Portsmouth     | Totale Portsmouth     | 48         | 2          |                 | 9               | 0               |                    | -                  | -                  |             | 9           | 1           | 66     | 3      |        |
| 2020                  | Atlanta United        | MLS                   | 15         | 0          |                 | -               | -               | CCC                | 3                  | 0                  | MisB        | 2           | 0           | 3      | 0      |        |
| 2021                  | Atlanta United        | MLS                   | 33         | 2          |                 | -               | -               |                    | -                  | -                  |             | -           | -           | 33     | 2      |        |
| Totale Atlanta United | Totale Atlanta United | Totale Atlanta United | 69         | 4          |                 | 2               | 0               |                    | 3                  | 0                  |             | 2           | 0           | 76     | 4      |        |
| 2022                  | Charlotte FC          | MLS                   | 0          | 0          |                 | -               | -               |                    | -                  | -                  |             | -           | -           | 0      | 0      |        |
| Totale carriera       | Totale carriera       | Totale carriera       | 117        | 6          |                 | 12              | 0               |                    | 3                  | 0                  |             | 11          | 1           | 142    | 7      |        |

## Palmarès

### Club

#### Competizioni nazionali
- English Football League Trophy: 1

Portsmouth: 2018-2019